# Tatinghem
Tatinghem là một xã ở tỉnh Pas-de-Calais, vùng Hauts-de-France của Pháp.

## Địa lý
Tatinghem tọa lạc 2 dặm Anh (3 km) phía tây Saint-Omer, trên đường D208.

## Dân số
| 1962                                                         | 1968 | 1975 | 1982 | 1990 | 1999 | 2006 |
| ------------------------------------------------------------ | ---- | ---- | ---- | ---- | ---- | ---- |
| 693                                                          | 962  | 925  | 1462 | 1589 | 1722 | 1837 |
| Số liệu điều tra dân số từ năm 1962: Dân số không tính trùng |      |      |      |      |      |      |

## Địa điểm nổi bật
- Nhà thờ Saint Jacques, thế kỷ 17.
- Lâu đài thế kỷ 18.